# 목포과학대학교
목포과학대학교(木浦科學大學校, Mokpo Science University)는 대한민국 전라남도 목포시에 위치한 전문대학이다.

## 연혁
1976년 1월, 학교법인 영신학원의 박영월이 목포실업전문학교가 설립되었다. 같은 해 3월 10일 개교하였다. 1979년 1월, 목포공업전문대학으로 교명을 변경하였다. 1985년 2월 목포전문대학으로 교명을 변경하였다. 1997년 5월, 목포과학대학으로 교명을 변경하였고, 2012년 1월, 목포과학대학교로 교명을 변경하여 현재에 이르고 있다.
한편, 2015년 교육부의 대학구조개혁평가 결과 D등급을 받은 이력이 있으나, 2017년 이 조치로 인한 재정 지원 제한 조치가 해제되었다. 2018년 대학기본역량진단에서 역량강화대학에 선정된 이력이 있다.

## 교육편제
목포과학대학교는 자체적으로 자연과학계열, 공학계열, 인문사회계열, 예체능계열 등 4개 계열을 자체적으로 설정하고, 22개 학과를 편제하여 전문학사 학위를 수여하고 있다.

## 캠퍼스 풍경
목포과학대학교는 전라남도 소재 사립 전문대학으로, 상동에 캠퍼스가 소재한다. 캠퍼스는 남북으로 길게 뻗어있으며, 남측에 영산로와 접속하여 캠퍼스 진입이 가능하다. 캠퍼스에는 약 8동의 건축물이 위치한다. 캠퍼스 서측은 주거단지지, 동측은 목포영화중학교 등과 인접한다. 남측은 산지와 접해있다.